# George Henry Peters
| (536) Merapi       | 11. Mai 1904      |
| (886) Washingtonia | 16. November 1917 |
| (980) Anacostia    | 21. November 1921 |

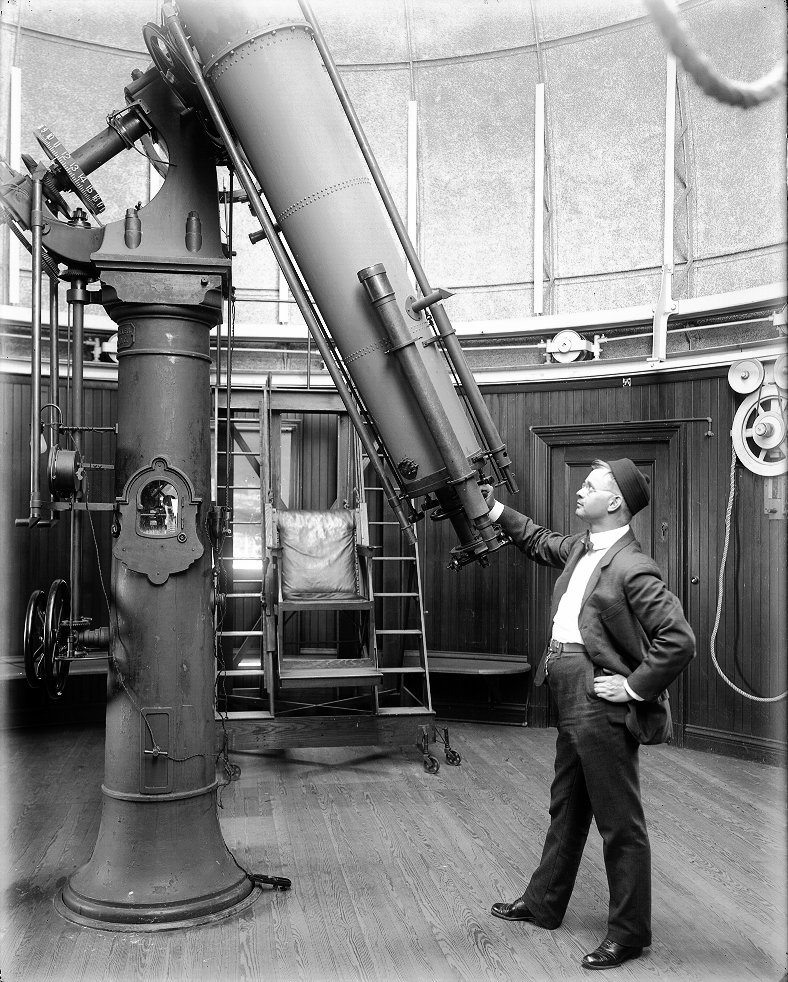
George Henry Peters am 12-inch-Teleskop des United States Naval Observatory, um 1920 (Bild: U.S. Naval Observatory Library)

George Henry Peters (* 1863; † 18. Oktober 1947 in Washington, D.C.) war ein US-amerikanischer Astronom.
Er arbeitete am U.S. Naval Observatory als Astrophotograph. Dabei konnte er drei Asteroiden entdecken. Darüber hinaus fotografierte er die Sonnenkorona.